# Skålö
Skålö är en tätort i Järna socken, Vansbro kommun i Dalarnas län. Den omfattar bebyggelse i Skålö, Hulån, Ilbäcken och Duvnäs.

## Historia
Skålö är en gammal by som nämns första gången i 1539 års skattelängd. Bosättning har förekommit i byn under lång tid före detta, vilket de fynd som gjorts visar. Skålöfyndet, ett fornfynd bestående av silvermynt och armringar, hittades 1881. Mynten är daterade till 900-1100-talen. Det är troligt att skatten gömdes under 1100-talet. Norr om sjön Rälgen finns ett gravfält som daterats till 900-talet. 

### Befolkningsutveckling
| Befolkningsutvecklingen i Skålö 2015–2020 | Befolkningsutvecklingen i Skålö 2015–2020 | Befolkningsutvecklingen i Skålö 2015–2020 | Befolkningsutvecklingen i Skålö 2015–2020 | Befolkningsutvecklingen i Skålö 2015–2020 |
| --- | ----------------------------------------- | ----------------------------------------- | ----------------------------------------- | ----------------------------------------- |
| |                                           |                                           |                                           |                                           |
| År |                                           |                                           | Folkmängd                                 | Areal (ha)                                |
| 2015 | 2015                                      |                                           | 340                                       | 246                                       |
| 2020 | 2020                                      |                                           | 242                                       | 172                                       |
| Anm.: Ny tätort 2015, var före dess ingick i området småorterna Hulån och Ilbäcken och Skålö, där den senare 2010 hade 56 invånare på 26 hektar Duvnäs, Vansbro kommun. 2020 utbröts Duvnäs |                                           |                                           |                                           |                                           |